# Sounder (film)
Sounder è un film del 1972 diretto da Martin Ritt, tratto dall'omonimo romanzo di William H. Armstrong.

## Trama
Il film descrive la vita dei Morgan, una solida e povera famiglia di mezzadri di colore nella Louisiana nel 1933, che deve far fronte a un periodo davvero pesante quando il marito e padre dei tre figli piccoli, Nathan Lee Morgan, viene imprigionato dopo aver rubato del cibo per dare da mangiare ai suoi figli, e per questo portato in un lontano campo di prigionia.
Dopo essere riusciti, grazie all'intervento di una signora bianca, Mrs. Boatwright,  a sapere il luogo di detenzione di Nathan, la moglie e madre, Rebecca Morgan, manda il figlio maggiore, undicenne, a trovare il padre al campo di prigionia. Per l'adolescente il viaggio si trasforma in un'odissea personale, durante la quale verrà anche ospitato a casa di un'appassionata insegnante di colore.

## Riconoscimenti
- 1973 - Premio Oscar
  - Nomination Miglior film a Robert B. Radnitz
  - Nomination Miglior attore protagonista a Paul Winfield
  - Nomination Miglior attrice protagonista a Cicely Tyson
  - Nomination Migliore sceneggiatura non originale a Lonne Elder III
- 1973 - Golden Globe
  - Nomination Miglior attrice in un film drammatico a Cicely Tyson
  - Nomination Miglior attore debuttante a Kevin Hooks
- 1974 - Premio BAFTA
  - Nomination Miglior colonna sonora a Taj Mahal
  - Nomination Un Award
- 1972 - National Board of Review Award
  - Miglior attrice protagonista a Cicely Tyson
- 1973 - Kansas City Film Critics Circle Award
  - Miglior attrice protagonista a Cicely Tyson

Nel 2021 film è stato scelto per la conservazione nel National Film Registry della Biblioteca del Congresso degli Stati Uniti d'America in quanto «film culturalmente, storicamente ed esteticamente significativo».